# Eucanthus alutaceus
Eucanthus alutaceus is een keversoort uit de familie cognackevers (Bolboceratidae). De wetenschappelijke naam van de soort werd in 1944 gepubliceerd door Cartwright.